# Trentepohlia parvella
Trentepohlia parvella är en tvåvingeart som beskrevs av Alexander 1973. Trentepohlia parvella ingår i släktet Trentepohlia och familjen småharkrankar. Inga underarter finns listade i Catalogue of Life.